# American Society for Quality
| Gegründet            | 16. Februar 1946                                             |
| Art der Organisation | Professioneller Verein                                       |
| Zweck                | Fördert die Nutzung von Verfahren, um Qualität zu verbessern |
| Hauptsitz            | Milwaukee, Wisconsin, USA                                    |
| Funktion             | Zertifizierung, Schulung, Konferenz                          |
| Mitglieder           | ca. 80.000 (2013)                                            |
| CEO                  | William Troy                                                 |
| Vorsitzender         | Eric Hayler                                                  |
| Finanzleiter         | Geoffrey G. Vining                                           |
| Leitung              | Vorstand                                                     |
| Website              | asq.org                                                      |
| Früherer Name        | American Society for Quality Control                         |

Die American Society for Quality, abgekürzt ASQ (deutsch „Amerikanische Gesellschaft für Qualität“), ist eine globale wissensbasierte Gemeinschaft von Qualitätsexperten, welche fast 80.000 Mitglieder besitzt. Sie ist für die Förderung und Weiterentwicklung von Qualitätswerkzeugen, Grundsätzen und Verfahren verantwortlich. Die Organisation ist ebenfalls unter dem Namen American Society for Quality Control (ASQC) bekannt.

## Geschichte
Die ASQ wurde im Jahr 1946 in Milwaukee, Wisconsin gegründet. Sie hat ihre Anfänge gegen Ende des Zweiten Weltkrieges, als Qualitätsexperten und Hersteller Wege suchten, um die vielen Fortschritte in Bereich der Qualität aufrechtzuerhalten.
In den 1970er Jahren wurden die Herstellung sowie weitere industrielle Verfahren von den Grundsätzen der Qualität maßgeblich beeinflusst. Man legte den Fokus darauf, herauszufinden, wie Produkte und Dienstleistungen technische Bedingungen erfüllen können.

Heute ist die ASQ eine globale Organisation mit Mitgliedern in mehr als 150 Ländern. Die Organisation hat Dienstleistungszentren in Mexiko, China und Indien und hat Bündnisse mit zahlreichen Organisationen in Ländern wie Brasilien und den Vereinigten Emiraten, welche Produkte und Schulungen der ASQ fördern. Das Zweigbüro in VAE dient Ländern im Mittel Ost und Nord Afrika.

## Qualität
Die ASQ bietet ihren Mitgliedern Zertifizierungen, Schulungen, Publikationen, Konferenzen, sowie andere Dienstleistungen. Weltweit hat die ASQ Partnerschaften mit gemeinnützigen Organisationen aufgebaut, welche vergleichbare Ziele und Grundsätze wie sie selbst haben, um den Qualitätsbedürfnissen von Firmen, Organisationen und Einzelpersonen besser nachzukommen. Die American Society for Quality ist ein Gründungspartner des American Customer Satisfaction Index(ASCI), eines volkswirtschaftlichen Indikators.
Seit 1989 vergibt die ASQ den Malcolm Baldridge National Quality Award (MBNQA), ein im Jahr 1987 per Gesetz durch den amerikanischen Kongress eingeführten nationalen Qualitätspreis. Ebenso vergibt die ASQ die Dorian Shainin Medaille. Um die Probleme in Bezug auf die Qualität der Produkte und Dienstleistungen zu lösen, werden jährlich viele Ansätze von unterschiedlichen Unternehmen gemacht. Die Entwicklung und Anwendung einzigartiger und statistisch günstiger Ansätze wird jährlich mit dieser Medaille ausgezeichnet.
Hier folgt eine Liste mit Personen, die Shainin-Medaille bekommen haben:
| Jahr | Name     | Vorname     | Referenz |
| ---- | -------- | ----------- | -------- |
| 2015 | Osada    | Hiroshi     | [ 3 ]    |
| 2014 | Cyr      | Patricia A. | [ 4 ]    |
| 2012 | ReVelle  | Jack        | [ 5 ]    |
| 2010 | Nelson   | Wayne B.    | [ 6 ]    |
| 2009 | Luko     | Stephen N.  | [ 7 ]    |
| 2008 | Hoying   | Jane Louise | [ 8 ]    |
| 2006 | Akao     | Yoji        | [ 9 ]    |
| 2005 | Squeglia | Nicholas    | [ 10 ]   |
| 2004 | Bennett  | Carl A.     | [ 11 ]   |

Andere Auszeichnungen, die die ASQ vergibt, sind im Folgenden erwähnt:

Ishikawa-, Juran-, Shewhart-, Feigenbaum-, E. Lancaster-, Deming-, Freund-Marquardt-, Edwards-, E.L. Grant-, Crosby-Auszeichnungen, sowie die Auszeichnung für ausgezeichneten Service.

## Richtlinien
Es gibt drei Voraussetzungen, die alle Mitglieder und Besitzer eines der ASQ-Zertifikates erfüllen müssen. Sie sind im Folgenden beschrieben:
1. Ehrlichkeit und Unparteilichkeit ihren Mitarbeitern, Kunden und der Öffentlichkeit gegenüber
2. Das Ziel anstreben, die Kompetenzen und das Ansehen von Qualitätsbezogenen Berufen zu verbessern
3. Eigene Kenntnisse und Fähigkeiten nutzen zu können, um das Wohlbefinden anderer Menschen zu erweitern

## Zertifizierungen
ASQ bietet professionelle Zertifizierungen in dem Bezug auf unterschiedliche Aspekte der Qualitätsdienstleistungen.
Jährlich werden Prüfungen bundesweit und im begrenzten Maße weltweit abgelegt. Sie finden mehrere Male jährlich statt. Jede Zertifizierung wird fast jedes Jahr mithilfe eines rotierenden Zeitplans und durch ein Kreuzgutachten beibehalten. Im Jahr 1968 wurde die erste Zertifizierung angeboten.
Im Folgenden werden alle ASQ-Zertifizierungen aufgelistet. Sie wurden der englischen Ausgabe von William O. Newcomb, „ASQ Certification: A Brief History, p.43“ vom Januar 2010 entnommen:
| Gründungsjahr | Zertifikation                           | ASQ-Initialen          | Beschreibung | Kommentare                                                     | Referenzen |
| ------------- | --------------------------------------- | ---------------------- | --- | -------------------------------------------------------------- | ---------- |
| 1968          | Ingenieur                               | CQE                    | Richtlinien zu Produkte und Dienstleistungen, Qualitätsbewertung und Kontrolle |                                                                | [ 12 ]     |
| 1970          | Techniker                               | CQT                    | Qualitätsprobleme, Analysen, Abnahmeprüfungen, Stichprobenplan, Einsatz von statistischer Prozesskontrolle                                                                         |                                                                | [ 13 ]     |
| 1972          | Reliable Mechanic                       | CRE                    | Richtlinien zur Leistungsbeurteilung von Produkt- und Dienstleistungssicherheit, Vertrauenswürdigkeit, Instandhaltbarkeit                                                          |                                                                | [ 14 ]     |
| 1984          | Kontrolleur                             | CQI                    | Hardware-Dokumentation, Labor, Kalibrierverfahren, Datensammlung, Gutachten | Anfänglich als technischer Kontrolleur bezeichnet              | [ 15 ]     |
| 1987          | Wirtschaftsprüfer                       | CQA                    | Vorschriften und Grundsätze zur Bilanzprüfung, Berichte und Evaluierung zur Angemessenheit von Qualitätsmanagementsystemen                                                         |                                                                | [ 16 ]     |
| 1995          | Manager                                 | CMQ/OE (CQM:1995-2005) | Initiativen zur Prozessoptimierung und zur Unterstützung von strategischer Planung und Entwicklungsinitiativen                                                                     |                                                                | [ 17 ]     |
| 1996          | Software-Qualitäts-Ingenieur            | CSQE                   | Entwicklung von Softwareprozessen, Bemessung, Verifizierung und Gültigkeitskontrolle, Analytische Verfahren und Qualitätsmanagement                                                |                                                                | [ 18 ]     |
| 1996          | CQA-HACCP                               | CHA seit 2004          | Entwickelt um die Kenntnisse der Antragssteller bezüglich der HACCP-Richtlinien zu prüfen                                                                                          | Geändert zu beglaubigten HACC-Wirtschaftsprüfer im Jahr 2006   | [ 19 ]     |
| 2000          | Improvement Associate                   | CQIA                   | Konzipiert, um die Kenntnisse über Qualitätswerkzeuge und ihre Nutzung zu prüfen mitsamt Einbeziehung in qualitätsverbessernde Projekte                                            |                                                                | [ 20 ]     |
| 2001          | Six Sigma Black Belt                    | CSSBB                  | Darlegung der Fähigkeiten des Six Sigma-Verfahrens |                                                                | [ 21 ]     |
| 2002          | CQA-Biomediziner                        | CBA seit 2005          | Verständnis von Richtlinien über Vorschriften, Regulierungen, Anordnungen, und Leitung für die Auditierung eines biomedizinischen Systems                                          | Geändert zum beglaubigten biomedizinischen Prüfer im Jahr 2005 | [ 22 ]     |
| 2003          | Kalibrierungstechniker                  | CCT                    | Tests, Wartung und elektrische Reparaturen, mechanische, elektromechanische analytische und elektronische Messungs- und Erfassungsequipment zur Anpassung, um Grundsätze einführen |                                                                | [ 23 ]     |
| 2005          | Prozessanalyst                          | CQPA                   | Paraprofessioneller, der Qualitätsprobleme analysiert und löst |                                                                | [ 24 ]     |
| 2006          | Six Sigma Green Belt                    | CSSGB                  | Paraprofessioneller, der mit Prozessentwicklung und Prozessdokumentation arbeitet, sowie Daten sammelt und zusammenfasst und mehrdimensionale Studien erstellt und interpretiert   |                                                                | [ 25 ]     |
| 2009          | Pharmazeutische gute Herstellungspraxis | CPGP                   | Testet das Wissen der Angestellten über die Richtlinien, so wie sie von den nationalen und internationalen Behörden reglementiert und gelenkt werden                               |                                                                | [ 26 ]     |
| 2010          | Six Sigma Master Black Belt             | CMBB                   | Um die Kompetenz in der Six Sigma Methode zu demonstrieren |                                                                | [ 27 ]     |

In einer Pressemitteilung von 2008 anlässlich des 40. Jubiläums der ASQ-Zertifizierungen waren die drei beliebtesten Zertifizierungen der Ingenieur (CQE), dicht gefolgt vom Wirtschaftsprüfer (CQA) und des Six Sigma Black Belt.

## Abteilungen
ASQ hat 25 große Abteilungen, welche sich auf Qualität beziehen:
- Wirtschaftsprüfung
- Automobilindustrie
- Biomedizin
- Chemie- und Anlagenindustrie
- Planung und Baugewerbe
- Bildung
- Kunden –Lieferanten
- Elektronik und Kommunikation
- Energie und Ökologie
- Exzellenz am Arbeitsplatz und in der Teamarbeit
- Gesundheit
- Menschliche Entwicklung und Führung
- Lebensmittel und Medikamente
- Luftfahrt, Raumfahrt und Abwehr
- Lean Enterprise
- Qualitätsmessung
- Produktsicherung und Haftungsprävention
- Qualitätsmanagement
- Zuverlässigkeit
- Regierung
- Servicequalität
- Six Sigma
- Software
- Statistik

## Angebote
1. ASQ Mitgliedschaft: Das Ziel der Organisation ist die Förderung von Qualität, beziehungsweise die von Qualitätsprodukten.
2. Networking: ASQ hat viele Gemeinschaften, die lokal, regional aber auch global vertreten sind.
3. Soziale Netzwerke: ASQ bietet ihren Mitgliedern ein Onlineportal, in welchem sie sich rund um die Welt austauschen können.
4. Standards: ASQ unterstützt Gruppen, die internationale und amerikanische Standards entwickeln und anerkennen. Beispiele ihrer Standards sind die ISO 9001, ISO 26000, ISO 14001. Technische Berichte, die auf Prinzipien des Qualitätsmanagements, Technologie und Hilfsmittel hinweisen, werden ebenfalls entwickelt und unterstützt.
5. Konferenzen und Veranstaltungen: Im ganzen Jahr finden Konferenzen sowie viele weitere Veranstaltungen statt. Die wichtigste Veranstaltung des Jahres ist die ASQ-Qualitätsweltkonferenz.